# 48410 Kolmogorov
48410 Kolmogorov è un asteroide della fascia principale. Scoperto nel 1985, presenta un'orbita caratterizzata da un semiasse maggiore pari a 3,1954170 UA e da un'eccentricità di 0,1862493, inclinata di 12,53263° rispetto all'eclittica.